# Prevremeno odlubljivanje posteljice
Prevremeno odlubljivanje posteljice ili abrupcije posteljice (lat. abruptio placentae) je odvajanje normalno usađene posteljice od materice nakon 20. nedelje trudnoće, a pre nego što se novorođenče rodi, uključujući i sva odvajanja posteljice neposredno pred sam porođaj. Kod trudnica sa odlubljenom posteljicom, načelno su prisutni simptomi i znaci krvarenja iz materice, kontrakcije materice i fetalni stres. Značajan uzrok krvarenja iz materice u trećem trimestru trudnoće povezan je sa fetalnim i majčinim morbiditetom i mortalitetom, pri čemu se odlubljivanje posteljice mora uzeti u obzir svaki put kada dođe do krvarenja u drugoj polovini trudnoće.

## Epidemiologija
Morbiditet/Mortalitet
Javlja se na globalnom nivou u oko 1% svih trudnoća.  Učestalost abruptcije placente u Sjedinjenim Državama je oko 1%, a teška abrupcija koja dovodi do smrti fetusa javlja se u 0,12% trudnoća (1 : 830).
Rasne razlike
Abrupcija placente je češća kod žena iz Afrike nego kod belih ili latinoameričkih žena. Međutim, da li je to rezultat socioekonomskih, genetskih ili kombinovanih faktora, ostaje nejasno.
Starosna sklonost
Povećan rizik od abrupcije posteljice dokazan je kod pacijenata mlađih od 20 godina i onih starijih od 35 godina.

## Etiopatogeneza
Tačan uzrok odlubljivanja posteljice je najčešće teško odrediti, a teško je odrediti i direktan uticaj nekog činioca, među kojima su najznačajniji:
- Nenormalno kratka pupčana vrpca
- Povreda u području trbuha kao posledica pada ili saobraćajne nesreće
- Nagli gubitak volumena materice (npr. nakon brzog gubitka amnionske tečnosti ili posle rođenja prvog blizanca).[9]

### Faktori rizika
U faktore rizika za odlubljivanje posteljice, navode se 
- Starija životna dob majke
- Astma,[13][14]
- Pušenje duvana,[15][16][17]
- Zloupotreba kokaina i drugih psihoaktivnih supstanci
- Pijenje više od 14 alkoholnih pića nedeljno tokom trudnoće
- Visoki krvni pritisak u trudnoći[18] (koji je u 50% slučajeva uzrok prevremenog odlubljivanja posteljice i jedan od najčešće je uzrok smrti),[19]
- Odlubljivanje placente u prethodnim trudnoćama — zbog povećane rastegnutoste materice (koja se može dogoditi u višestrukim trudnoćama ili sa neuobičajeno velikom količinom amnionske tečnosti)
- Veliki broj porođaja.[20][21]
- Nasilje u porodici.[22]
- Bolesti štitne žlezde,[23]
- Amniocenteza,[24]

## Klasifikacija abrupcije posteljice
Klasifikacija abrupcije posteljice zasniva se na stepenu razdvajanja (delomičnom ili potpunom) i mestu razdvajanja (marginalnom ili centralnom): klasifikacija.
Klasa 0 — asimptomatska abrupcija posteljice
Klasa 1 — blaga abrupcija posteljice (predstavlja približno 48% svih slučajeva)
Klasa 2 — umerena abrupcija posteljice (predstavlja približno 27% svih slučajeva)
Klasa 3 — teška abrupcija posteljice (predstavlja približno 24% svih slučajeva)

## Klinička slika
U ranim fazama abrupcije placente možda neće biti sa simptoma.  Kada se simptomi razviju, oni se razvijaju iznenada. Uobičajeni simptomi uključuju:
- iznenadni bol u stomaku,[28][29]
- kontrakcije koje deluju kontinuirano i ne prestaju,[29]
- vaginalno krvarenje,[28][29]
- uvećana materica (nesrazmerna gestacijskoj dobi ploda),[29]
- smanjeno kretanje fetusa,[29]
- smanjeni puls fetusa.[29]

Ako se javi krvarenje iz vagine, ono može biti svetlo ili crveno ili tamno.
Abrupcija posteljice uzrokovana arterijskim krvarenjem u središtu placente dovodi do naglog razvoja teških simptoma i stanja opasnih po život, uključujući fetalne abnormalnosti srčane frekvencije, teška krvarenja majke i diseminiranu intravaskularnu koagulaciju (DIC). 
Abrupcije uzrokovane venskim krvarenjem na periferiji posteljice razvijaju se sporije i uzrokuju male količine krvarenja, intrauterino ograničenje rasta i oligohidramnion (nizak nivo amnionske tečnosti).

## Dijagnoza
| Klasa   | Znaci i simptomi |
| ------- | --- |
| Klasa 0 | - Naknadno pronalaženjem organizovanog krvnog ugruška ili depresivnog područja na isporučenoj posteljici. |
| Klasa 1 | - Nema vaginalnog krvarenja ili je vaginalno krvarenje slabo - Blago uska materica - Normalan krvni pritisak i broj otkucaja srca - Nema koagulopatije - Nema fetalnog poremećaja                                                                                         |
| Klasa 2 | - Bez vaginalnog krvarenja ili sa umerenim vaginalnim krvarenjem - Umerena do teška osetljivost na maternicu sa mogućim kontrakcijama tetanikom - Majčinska tahikardija sa ortostatskim promenama BP i otkucaja srca - Fetalni stres - Hipofibrinogenemija (50—250 mg/dl) |
| Klasa 3 | - Nema vaginalnog krvarenja, ili postoji teško vaginalno krvarenje - Veoma bolna tetanička materica - Materinski šok - Hipofibrinogenemija (< 150 mg/dL) - Koagulopatija - Fetalna smrt                                                                                   |

## Diferencijalna dijagnoza
Sledeća stanja treba uzeti u obzir u diferencijalnoj dijagnozi abrupcije posteljice:
| - Tupa abdominalna trauma - Akutni apendicitis - Diseminirana intravaskularna koagulacija - Ciste jajnika - Torzija jajnika - Placenta previja | - Ektopična trudnoća - Preeklampsija - Povrede u trudnoći - Hemoragični šok - Hipovolemijski šok - Vaginitis |

## Terapija
Odmah nakon prijema trudnice u bolnicu treba započeti sa kontinuiranim eksternim monitoring fetalnog srčanog ritma i kontrakcija materice.
Plasirati intravensku kanilu sa dve intravenske linije velikih otvora, i prema potrebi započeti sa reanimacijom kristaloidnim tečnostima i transfuzijama krvi ako je trudnica hemodinamički nestabilan nakon reanimacije.
Lečiti koagulopatiju, ako je prisutna.
Primeniti Rh imunoglobulin ako je trudnica Rh-negativna. Kada se otkrije mogućnost postojanja neusklađenosti Rh faktora majke i ploda, onda lekar u 28. nedelji trudnoće odlučuje da trudnica treba da primi injekciju Rh imunoglobulina, (Rhogam ili Rogam), koja sprečava formiranje antitela. Drugu dozu injekcije majka prima nakon porođaja ukoliko se dokaže da je beba Rh+. Ako se pak pokaže da je beba Rh-, onda  se druga doza injekcije izostavlja.
Ova injekcija se takođe daje i nakon prekida trudnoće ili pobačaja, vanmaterične trudnoće, biopsije horionskih čupica, amniocenteze, krvarenja iz materice ili trauma tokom trudnoće. 
Na taj način se preventivno otklanjaju rizici od zdravstvenih problema koji se mogu javiti tokom budućih trudnoća majki sa negativnim Rh faktorom. 
Započeti sa primenom kortikosteroida ako je zrelost pluća ploda, manje od 37 sedmice trudnoće i nisu prethodno davani kortikosteroidi tokom trudnoće.

## Komplikacije
| Majka/dete              | Komplikacije |
| ----------------------- | --- |
| Komplikacije kod majke  | - Hemoragični šok - Koagulopatija (diseminirana intravaskularna koagulacija (DIC) - Ruptura materice - Poremećaj funkcija bubrega - Ishemijska nekroza distalnih organa (npr hepatična, nadbubrežna, hipofizna nekroza) |
| Komplikacije kod deteta | - Hipoksija - Anemija - Retardacija rasta - CNS anomalije - Fetalna smrt |

Krvarenje
Krvarenje iz decidua basalis se dešava kada se placenta odvaja od materice. Potom sledi vaginalno krvarenje, iako je prisutno i skriveno krvarenje u kojem je moguće stvaranje džepova krvi iza posteljice.
Formiranje hematoma dalje odvaja posteljicu od zida materice, uzrokujući kompresiju ovih struktura i kompromituje dovod krvi fetusu. Retroplacentna krv može prodreti kroz debljinu zida materice i u peritonealnu šupljinu (fenomen poznat kao Couvelaire uterus). Miometrijum materica u ovom području postaje oslabljena i može puknuti sa porastom intrauterinog pritiska tokom kontrakcija materice. Pucanje miometrija momentalno dovodi do po život opasne situacije po majku i plod.

## Literatura
- Francois KE, Foley MR. Antepartum and postpartum hemorrhage. In: Gabbe SG, Niebyl JR, Simpson JL, et al, eds. Obstetrics - Normal and Problem Pregnancies. 7th ed. Philadelphia, PA: Elsevier; 2017:chap 18.
- Hull AD, Resnik R. Placenta previa, placenta accreta, abruptio placentae, and vasa previa. Creasy RK, Resnik R, Iams JD, et al, eds. Creasy and Resnik's Maternal-Fetal Medicine: Principles and Practice. 7th ed. Philadelphia, PA: Elsevier Saunders; 2014:chap 46.
- Salhi BA, Nagrani S. Acute complications of pregnancy. In: Walls RM, Hockberger RS, Gausche-Hill M, eds. Rosen's Emergency Medicine: Concepts and Clinical Practice. 9th ed. Philadelphia, PA: Elsevier; 2018:chap 178.

## Spoljašnje veze
|  | Molimo Vas, obratite pažnju na važno upozorenje u vezi sa temama iz oblasti medicine (zdravlja). |